# Resolució 1873 del Consell de Seguretat de les Nacions Unides
La Resolució 1873 del Consell de Seguretat de les Nacions Unides fou adoptada el 29 de maig de 2009. Després de reafirmar totes les resolucions sobre el conflicte de Xipre el Consell va prorrogar el mandat de la Força de les Nacions Unides pel Manteniment de la Pau a Xipre (UNFICYP) durant sis mesos fins al 15 de desembre de 2009.
La resolució fou aprovada per 14 vots a favor i un en contra (Turquia), el representant de la qual va recordar al Consell que, des del 1963, no hi havia hagut un govern conjunt i constitucional que representés tot Xipre ja fos legalment o funcionalment. Que els dos pobles havien estat vivint per separat sota les seves pròpies administracions i que la intervenció de la UNFICYP, que hauria d'haver funcionat amb el consentiment obert d'ambdues parts, no havia estat acceptada ni per Turquia ni pels turcoxipriotes, tot i que Turquia esperava que s'arribés a una solució basada en una associació bizonal i bicomunitària.
El Consell va insistir als líders grecoxipriotes i turcoxipriotes que impulsessin les negociacions per a la reunificació de la nació, alhora que va subratllar que ara hi havia una "rara oportunitat per fer un progrés decisiu", reafirmant el paper primordial de les Nacions Unides en la superació del conflicte de Xipre i la divisió de la nació insular per tal d'arribar a un acord integral i durador.